# Monique Saint-Hélier
Pour les articles homonymes, voir Berthe.
Berthe Eimann (épouse Briod), dite Monique Saint-Hélier, née à La Chaux-de-Fonds le 2 septembre 1895, et morte à Chambines dans la commune de Pacy-sur-Eure le 9 mars 1955, est une femme de lettres suisse romande.
Auteure remarquée dans les années 1930 en France grâce notamment à son roman Bois-Mort, elle sombre peu à peu dans l'oubli malgré la publication dans l'après-guerre de deux ouvrages constitutifs de son entreprise majeure qu'est la saga inachevée du cycle des Alérac. 
Durablement malade et par conséquent alitée la plus grande partie de sa vie, elle est restée fidèle à une esthétique fondée sur le vécu et les souvenirs. Son traitement du récit est parfois présenté comme avant-coureur du Nouveau roman et apparaît rétrospectivement comme profondément original pour son époque, si bien que ses écrits ont été réédités à la fin du XXe siècle.   

## Biographie

### Enfance et jeunesse

L'avenue Léopold-Robert de La Chaux-de-Fonds au début du XXe siècle photographiée par Eugène Cattin. Bien que la ville natale et de la jeunesse de Monique Saint-Hélier ne soit jamais nommée dans son œuvre, elle écrit dans une lettre à Jean-Marie Nussbaum parue dans L'impartial du 29 octobre 1953 : " Je suis une enfant de chez nous. Et cela j'espère qu'on le sent dans mes livres, sinon c'est raté."

Berthe Eimann voit le jour à La Chaux-de-Fonds, rue du Ravin 7, le 2 septembre 1895. Elle est originaire de la même ville.  
Baptisée protestante, elle est la cadette d'une fratrie de quatre enfants issus de l'union d'Edouard Eimann, horloger et par la suite entrepreneur, et d'Ida Parel. Alors que la jeune Berthe suit sa scolarité dans sa ville natale, sa mère décède en 1899. Il s'agit pour la future écrivaine d'un événement marquant, d'autant plus que le second mariage de son père a lieu la même année, mariage duquel naîtra une demi-sœur deux ans plus tard. À 11 ans, Berthe a déjà une santé fragile et subit plusieurs interventions de chirurgie viscérale.  

### Les études, le mariage et la conversion
Attirée par la peinture, elle suit des cours du soir à l'École d'art de La Chaux-de-Fonds entre 1911 et 1912. Après l'obtention de sa maturité gymnasiale à Fribourg en 1916, elle entame successivement des études de médecine à l'Université de Lausanne - interrompues pour des raisons de santé -, de Lettres toujours à l'Université de Lausanne dans un premier temps, puis à l'Université de Berne. Durant cette période, elle rencontre son futur époux Ulysse Briod, étudiant en théologie, fils d'instituteur protestant et lui-même futur écrivain. Ils se marient civilement l'année suivante, soit en 1917. Une autre rencontre déterminante pour Berthe durant cette période est celle de Gonzague de Reynold, intellectuel catholique, figure de la droite national-conservatrice helvétique, alors professeur de littérature à Berne. Berthe devient sa secrétaire en 1918. 
La même année, Berthe et son époux se convertissent au catholicisme, se marient religieusement lors des festivités de Pâques à Saint-Maurice (Valais) et se font désormais appeler Monique et Blaise. La même année, le couple s'installe à Berne. À côté de ses études, Monique aide son mari dans ses recherches pour sa thèse consacrée à Chateaubriand. En 1919, elle interrompt encore une fois ses études en raison d'une nouvelle intervention chirurgicale. De 1920 à 1923, elle reste immobilisée dans une clinique bernoise. Il s'ensuit jusqu'en 1935 une période financièrement difficile durant laquelle elle se consacre notamment à la peinture. Plusieurs de ses peintures sont conservées au Musée des beaux-arts de La Chaux-de-Fonds
. 

### La rencontre avec Rilke

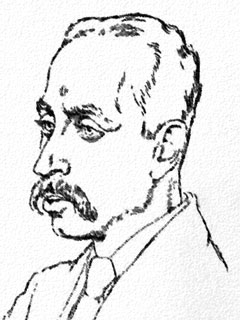
La rencontre de Rainer Maria Rilke (1875-1926) est importante dans la trajectoire littéraire de Monique Saint-Hélier.

En 1923, Monique Briod fait la connaissance de Rainer Maria Rilke. Selon son article "Souvenir de Rilke", elle aurait rencontré le poète lors d'un bal organisé par Gonzague de Reynold au début de l'été à Berne. Ne lisant pas l'allemand, il est hautement probable que Monique Briod n'ait jamais entendu parler de cet auteur auparavant. Jusqu'à la mort de Rilke en 1926 - soit pendant trois ans -, ils entretiennent une correspondance peu étendue mais témoignant néanmoins d'une réelle amitié. Selon la thèse publiée de Maud Dubois, ce lien prestigieux avec Rilke contribuera à terme à l'entrée de Monique Briod dans le champ littéraire français. En effet, l'officialisation de cette relation particulière par l'intermédiaire de publications lui attirera la sympathie du public admirateur de Rilke, d'autant plus que le romantisme allemand, auquel ce poète autrichien est traditionnellement rattaché, connaît un regain d'intérêt en France dans l'entre-deux-guerres.

### Le départ pour Paris, la maladie et le succès

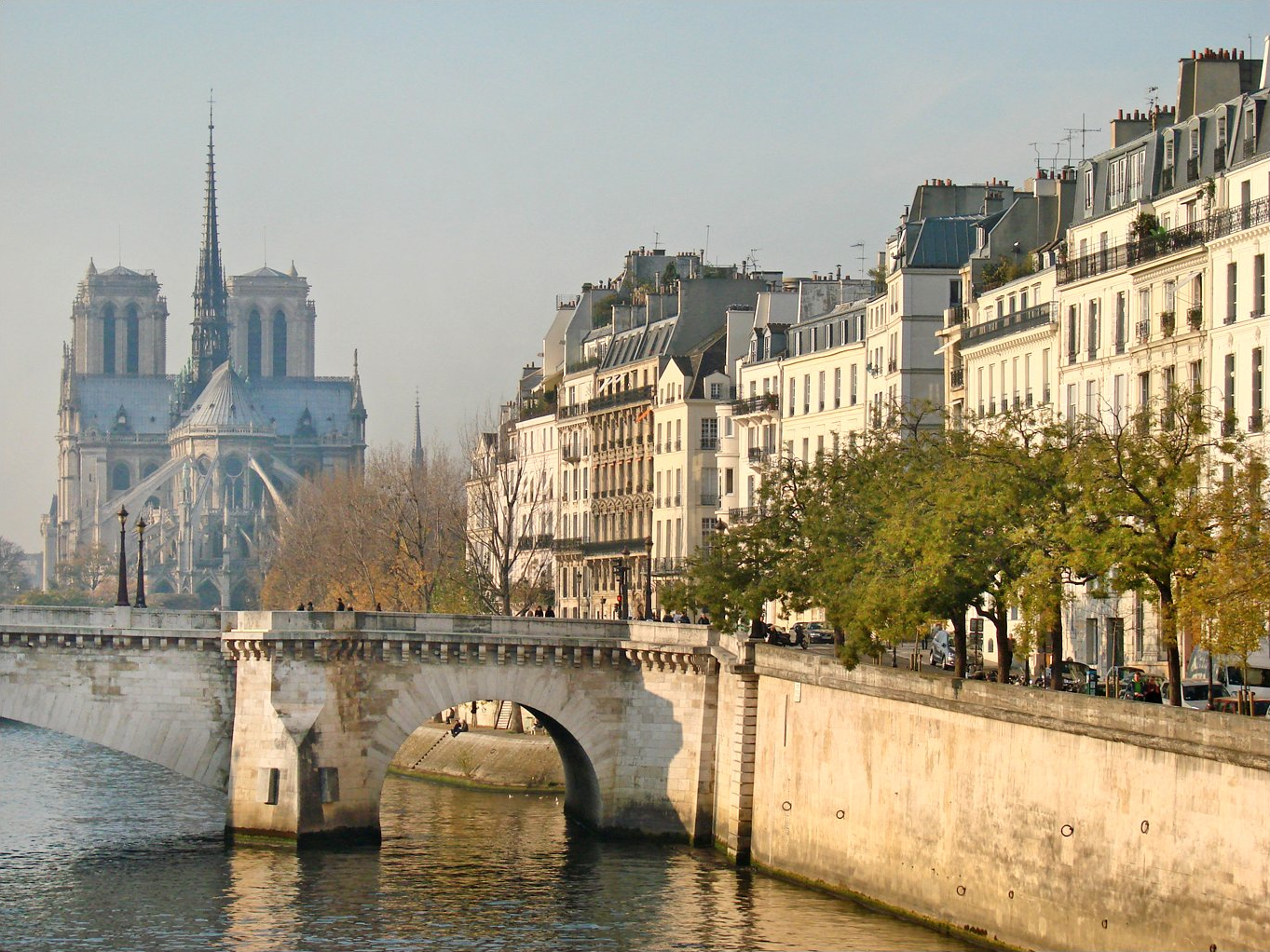
Le quai de Béthune, sur l'île Saint-Louis à Paris. "On installe l'écrivain [Monique Saint-Hélier] soit côté cour, dans la chambre donnant sur le marronnier qu'elle aime tant, soit côté quai, dans la bibliothèque."

En 1926, Monique et Blaise Briod partent s'installer à Paris où Blaise a trouvé une place de travail dans une commission culturelle de la Société des Nations. En parallèle, il travaille également comme traducteur chez les éditions Grasset et comme lecteur chez Plon. Après avoir résidé à diverses adresses, le couple s'installe durablement au quai de Béthune sur l'île Saint-Louis. Ils partent parfois en séjour en Seine-et-Oise et à Chambines en Normandie. Les jambes paralysées, Monique Briod écrit généralement dans son lit ou sur une chaise longue. Elle noue diverses amitiés et correspondances avec le monde artistique français : André Gide, Jean Dubuffet et Jean Paulhan entre autres. 
En 1927, soit l'année suivant la mort de Rilke, elle publie ses premiers textes - À Rilke pour Noël et Les Rois Mages - sous le nom de plume de Monique Saint-Hélier. En plus de renvoyer à sa conversion au catholicisme et d'être un hommage à sa mère (née le jour de la Saint-Hélier), le choix de ce pseudonyme lui permet de se distancier de sa figure civile pour s'inscrire dans une filiation littéraire rilkéenne, romantique et aristocratique. 1927 marque également une nette détérioration de son état de santé : elle ne peut plus quitter son appartement et ses quelques sorties sont effectuées en ambulance.      
En 1932, elle publie La Cage aux rêves, livre qui lui permet d'entrer dans le champ littéraire français. Lancé chez Grasset deux ans plus tard, son roman Bois-Mort constitue son premier grand succès : Monique Saint-Hélier est proposée pour les prix Goncourt et Fémina, malgré la polémique suscitée par quelques critiques lors de la sortie du livre. En 1936, Le Cavalier de paille rencontre également un grand succès et se retrouve lui aussi proposé pour les prix Goncourt et Fémina. 

### La guerre et les dernières années
En 1939, Monique Saint-Hélier est à nouveau opérée à la clinique Franklin à Paris. L'invasion de la Pologne par l'Allemagne nazie le 1er septembre 1939 conduit au déclenchement de la guerre. En 1940, Monique Saint-Hélier et son mari tentent alors de fuir Paris en voiture, mais sont stoppés par une offensive allemande à Gien où ils trouvent refuge pour treize jours. De retour à Paris, les années d'occupation sont moralement et financièrement difficiles pour le couple. Monique Saint-Hélier s'attèle cependant à rédiger une suite au Cavalier de paille et reprend une activité picturale en 1942. La guerre terminée, elle continue à écrire la suite du Cavalier de paille - Le Martin-pêcheur - et soumet son manuscrit à son éditeur. En 1951, Grasset trouve le texte trop volumineux et veut n'en publier qu'un seul volume. En parallèle des négociations pour publier le texte dans son intégralité, Monique Saint-Hélier et son époux se retirent définitivement en Normandie, à Chambines dans la commune de Pacy-sur-Eure. 
En 1952, elle accepte de remanier son manuscrit du Martin-pêcheur et d'en supprimer de nombreux passages. Celui-ci est finalement publié en 1953. Cependant, le champ littéraire français est ressorti profondément transformé de la Seconde Guerre mondiale et son roman ne rencontre pas le succès escompté. Il en va de même pour L'Arrosoir rouge (1955), qui est par la force des choses le dernier opus du cycle des Alérac (Bois-Mort, Le Cavalier de paille, Le Martin-pêcheur, L'Arrosoir rouge). 
Alors qu'elle publie Quick - petit récit totalement indépendant du cycle des Alérac - en Suisse en 1954, elle est victime la même année d'une crise cardiaque, mais cache la gravité de son état à ses amis. Début mars 1955, elle rédige un hommage à Gonzague de Reynold intitulé Portrait vu par une fente. Puis, vaincue par la maladie, elle meurt le 9 mars 1955 à Chambines où elle est enterrée.

## Regard sur son œuvre
Lors de la parution du Cavalier de paille, en 1936, Régis Messac, dans sa revue des Primaires écrit : "On a rapproché Monique Saint-Hélier des romancières anglaises, de Katherine Mansfield ou de Rosamond Lehmann. On lui a même reproché d’avoir refait le roman de cette dernière intitulé l’Invitation à la valse. Calembredaines ! Monique Saint-Hélier ne leur doit à peu près rien, qu’une façon de rendre par des détails, par des impressions à la fois visuelles et olfactives. Comme elles – et comme Proust aussi d’ailleurs – elle soumet son lecteur à une espèce d’envoûtement. Une fois qu’on est pris par son charme, on ne peut plus s’arracher à cet univers étrange, pathétique, bouleversant, gonflé d’appels déchirants et traversés de visions radieuses ou cauchemardesques."

## Odonymie
Une rue de La Chaux-de-Fonds, sa ville natale, porte son nom. En 2000, un quartier de villas baptisé "Les Aléracs" s'est développé au nord de la ville. Les rues portent le nom de deux de ses romans, à savoir Le Cavalier de Paille et L'Arrosoir Rouge. 

## Hommage et rétrospectoives
- Une fresque mettant côte à côte les portraits de Blaise Cendrars, Le Corbusier et Monique Saint-Hélier a été réalisée au marteau-piqueur par l'artiste Telmo Guerra en octobre 2017 à La Chaux-de-Fonds, sur la façade arrière de l’ancienne salle de cinéma Corso[24].

- Une exposition lui est consacrée fin 2024 à la BCULausanne (site Riponne)[25].

## Œuvre
- À Rilke pour Noël, Berne : Éditions du Chandelier, 1927.
- Les Rois Mages, Berne : Éditions du Chandelier, 1927.
- La Cage aux rêves, Paris : R.-A. Corrêa, 1932.
- Bois-Mort, Paris Grasset, 1934. Réédité aux Éditions L'Âge d'Homme.
- "Souvenir de Rilke", La Revue universelle, Paris : 1935, vol. 61, pp. 178-196.
- Le Cavalier de paille, Paris : Grasset, 1936. Réédité aux Éditions de l'Aire.
- Le Martin-pêcheur, Paris : Grasset, 1953. Réédité aux Éditions de L’Aire.
- Quick, Neuchâtel : Éditions de la Baconnière, 1954. Réédité aux Éditions de l'Aire.
- L’Arrosoir rouge, Paris : Grasset, 1955. Réédité aux Éditions de L’Aire.
- Lettres à Lucien Schwob, Lausanne : Éditions de L’Aire, 1985.
- Souvenirs et portraits littéraires : Rilke, Gide, Ghéon, de Reynold, Lausanne, Éditions de L’Aire, 1985.
- Les Joueurs de harpe, nouvelles, Lausanne : Éditions de L’Aire, 1987.
- Jean Paulhan, Monique Saint-Hélier, Correspondance, 1941-1955, Paris : Gallimard, 1995.
- "La Fiancée de Gargantua : Louise Labé", Études de lettres, 1995, p. 21-79.
- Journal 1940-1948, coffret de 18 vol., Vevey, Éditions de L'Aire, 2018.
- Ce qui n’est qu’à nous deux, Correspondance entre Monique Saint-Hélier et Jean Rodolphe de Salis (1923-1954 ), Éditions de L'Aire, 2024.